# Laura Jou
Laura Jou i Bonet (Barcelona, 14 de marzo de 1969) es una profesora de teatro y directora de cine catalana. Formada como actriz en el Instituto del Teatro, a principios de los 2000 comenzó a trabajar como asesora de actores y actrices infantiles, oficio que le ha llevado a participar en 24 películas y 18 series, entre ellas en filmes destacados como El orfanato, Pan negro, EVA o Lo imposible.
Es madre del cantante y artista multidisciplinar Rojuu.

## La vida sense la Sara Amat
Después de presentar el cortometraje No me quites en los Premios Gaudí 2016, la productora de cine Isona Passola le encargó su primera película: La vida sense la Sara Amat, adaptación de la novela homónima de Pep Puig (Premio Sant Jordi 2015), junto con la directora de fotografía Gris Jordana y la música original de Pau Vallvé.
Para encontrar a los actores protagonistas, Jou no quiso hacer «un típico casting como los que había hecho de ir a las escuelas de teatro y colgar carteles en los institutos», sino que echó mano de ingenio y pidió a los actores de Pulseras rojas y Merlí, exalumnos suyos, que hicieran un llamamiento a través de Instagram, y dijo que «fue increíble, se apuntaron 20.000 niños». Para prepararse, hicieron dos meses de ensayo y todo el grupo fue de colonias «para convertirse en una pandilla real, con vínculos reales, con memoria emocional real». Allí hicieron todo tipo de ejercicios para comprender las motivaciones de los personajes y ensayando escenas que no estaban en el guion.

## Filmografía
- 2015: No me quites[8]
- 2019: La vida sense la Sara Amat[9]
- 2024: Caída Libre[10]